# Polyscias macdowallii
Polyscias macdowallii är en araliaväxtart som först beskrevs av F.Muell., och fick sitt nu gällande namn av Karel Domin. Polyscias macdowallii ingår i släktet Polyscias och familjen Araliaceae. Inga underarter finns listade.